# 新加坡—澳洲關係
新加坡－澳洲關係，是指歷史上的新加坡和澳洲，以至現時新加坡共和國和澳大利亞聯邦之間的雙邊關係。基於兩國均為英聯邦成員，及兩國在防務、教育、政治、旅遊及貿易往來頻繁之下，新加坡與澳洲關係被澳洲外交及貿易部視為澳洲在東南亞最緊密和最全面的雙邊關係之一。

## 歷史
在第二次世界大戰期間，澳洲陸軍第8師曾率兵到當時仍為英屬海峽殖民地的新加坡聯合英國對付在新加坡戰役中攻擊新加坡的大日本帝國，但被日軍擊敗。
1965年4月，時任新加坡州首席部长李光耀訪問澳洲，為新加坡政府首腦首次訪澳。同年8月9日，新加坡因被馬來西亞逐出而宣告獨立，澳洲於同年承認新加坡並與新加坡建交。
自新加坡與澳洲建交以來，兩國關係鞏固，並在國防、經貿及教育等各方面均有深入及實質的合作。1996年1月，時任澳洲總理保羅·基廷與新加坡總理吳作棟發表聯合聲明，將兩國關係提升至包含文化、經濟、政治及防務合作的「新夥伴關係」。同年10月，新加坡和澳洲首次聯合部長級會議在坎培拉召開。2012年4月，時任澳洲總理朱莉亞·吉拉德訪問新加坡，與新加坡總理李顯龍共同宣佈建立兩國總理定期會晤機制。

## 經貿關係
2003年2月17日，新加坡與澳洲簽訂《新加坡－澳洲自由貿易協定》，並於同年7月28日起生效。此外，新加坡和澳洲亦是自2010年生效的《東盟－澳洲－紐西蘭自由貿易協定》的成員。
新加坡為澳洲第八大出口市場，亦是澳洲第四大入口國。2013年，澳洲對新加坡出口額為570億澳元，而新加坡對澳洲出口額為130億澳元。其中新加坡主要向澳洲出口精煉石油、電腦、藥物、加工食品等，而澳洲則主要向新加坡出口原油、精煉石油、鎳原料、煉乳、挖掘機、原糖、飛機零件等。
新加坡亦是澳洲主要的遊客來源之一。2012年，共有343,600名新加坡人到澳洲旅遊。2011年，接近100萬澳洲人到訪新加坡。
2012年，新加坡是澳洲的第四大投資國，共向澳洲投資了559億澳元，傳統上主要投資在房地產。澳洲則向新加坡投資了267億澳元。

## 文化關係
新加坡和澳洲的文化合作活動頻繁，主要包括表演、視覺及文學藝術，以至文物保育及圖書館交流。兩國媒體合作亦活躍，澳洲媒體亦與新加坡媒體合資拍攝電影、電視節目以及製作動畫。

## 軍事關係
新加坡和澳洲已建立穩固的雙邊防務關係。澳洲開放位處昆士蘭州的軍事訓練基地供新加坡武裝部隊使用。2008年8月，時任澳洲總理陸克文和新加坡總理李顯龍簽訂《澳洲政府和新加坡共和國政府關注防務合作了解備忘錄》。2012年起，兩國防長更建立年度會晤機制。新加坡武装部队亦多次参与在澳大利亚进行的黑暗行动军演。
澳洲亦參與每年在新加坡舉行之香格里拉對話，兩國亦同為五國聯防的成員。
2008年11月至2013年6月間，新加坡武裝部隊亦曾與澳洲國防軍共同參與在阿富汗的省级重建队工作。

## 外部連結
- 新加坡駐澳洲高級專員公署 （页面存档备份，存于）（英文）
- 澳洲駐新加坡高級專員公署 （页面存档备份，存于）（英文）